# Penguin (ракета)
Протикорабельна ракета «Penguin» (укр. Пінгвін; за класифікацією НАТО — AGM-119) — норвезька протикорабельна керована ракета малої та середньої дальності на базі пасивного інфрачервоного самонаведення, призначена для використання військово-морським флотом.

## Огляд
Базова версія ракети Penguin почала розроблятися на початку 1960-х років у співпраці Інституту оборонних досліджень Норвегії (NDRE; Norw. FFI) та Kongsberg Våpenfabrikk за фінансової підтримки США та Західної Німеччини. Для сприяння розробці були надані випробувальні засоби ВМС США та інша технічна допомога. Це була перша протикорабельна ракета НАТО з інфрачервоною ГСН замість широко використовуваної РЛС. Апаратне та програмне забезпечення пізніше були оновлені з моменту введення в серійне виробництво в 1972 році.
Початкова установка поміщалася в 500-кілограмових палубних коробчатих пускових установках із дверцятами. Вони були розроблені для мінімального попадання залишків ракети на палубу, що дозволило їх модернізувати та встановити на існуючі невеликі кораблі. Перші такі установки були встановлені на патрульні катери класу Snøgg та Storm ВМС Норвегії. Перші десантні установки також з'явилися на F-104G Королівських повітряних сил Норвегії, причому ракети були встановлені на стандартних рейках « Bullpup» на двох підкрилових опорах.
Управління вогнем здійснювалося за допомогою комп'ютера «Kongsberg SM-3», який міг керувати ракетами на основі активних радіолокаційних або пасивних даних ESM.
Ракетою «Penguin» можна стріляти одиночними або залповими вистрілами. Корабель з якого було запущено ракету може вільно повертатися, оскільки ракета керується інерційно до фази автономного терміналу самонаведення. Завдяки твердотопливному ракетному двигуну, новітні варіанти Penguin можуть виконувати випадкове маневрування при наближенні до цілі та вражати ціль поблизу ватерлінії.
120-кілограмова боєголовка (спочатку заснована на боєголовці AGM-12 Bullpup, створеної за ліцензією Kongsberg) детонує всередині корабля-мішені за допомогою детонатора із запалом. Ракета під час запуску з великої висоти може спочатку діяти як планеруюча бомба, запускаючи лише свій ракетний двигун, щоб збільшити дальність, або, в ідеалі, для досягнення максимальної швидкості перед попаданням в ціль; для кращого проникнення.

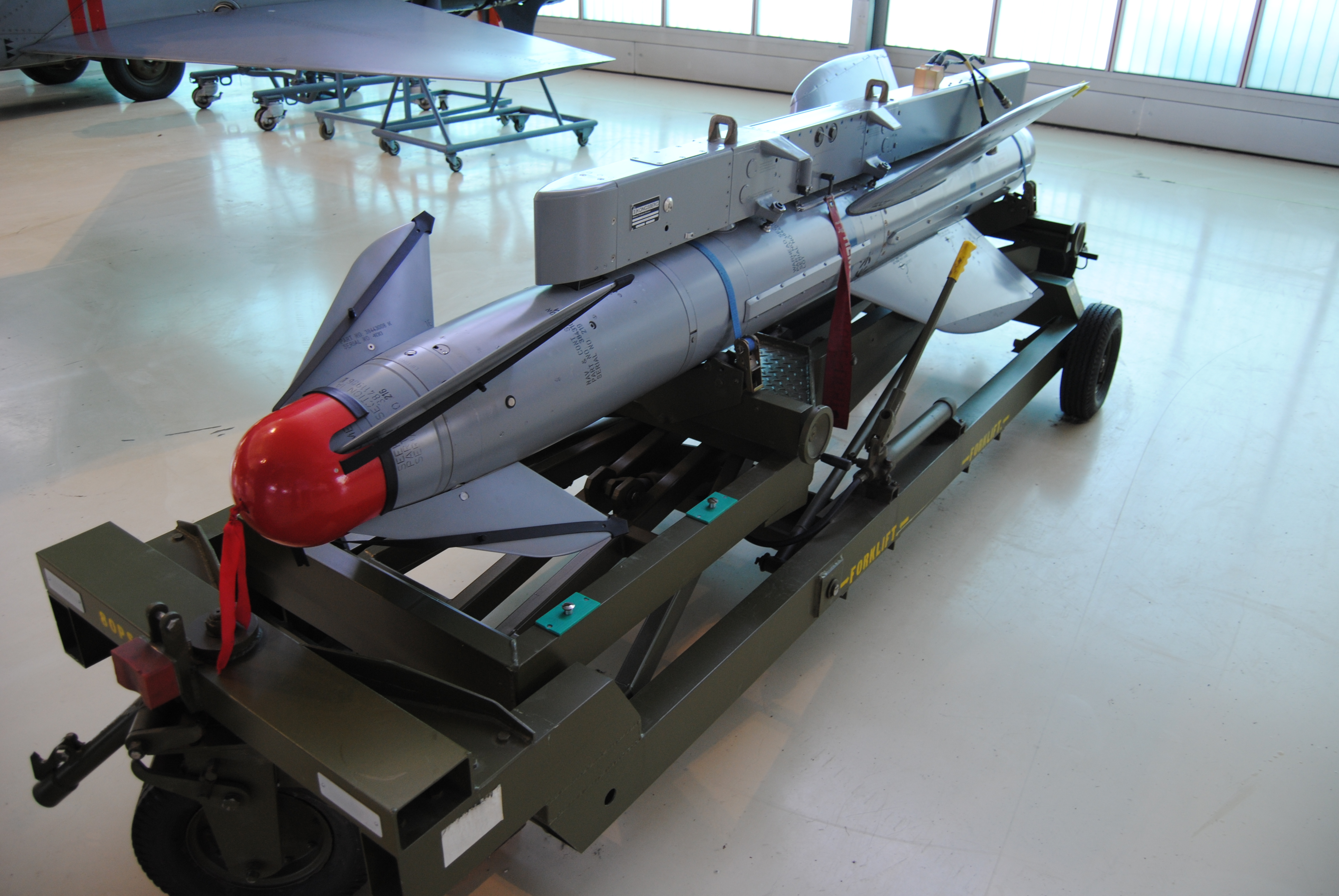
Penguin MK3 (ракета) у колекції літаків Збройних сил Норвегії

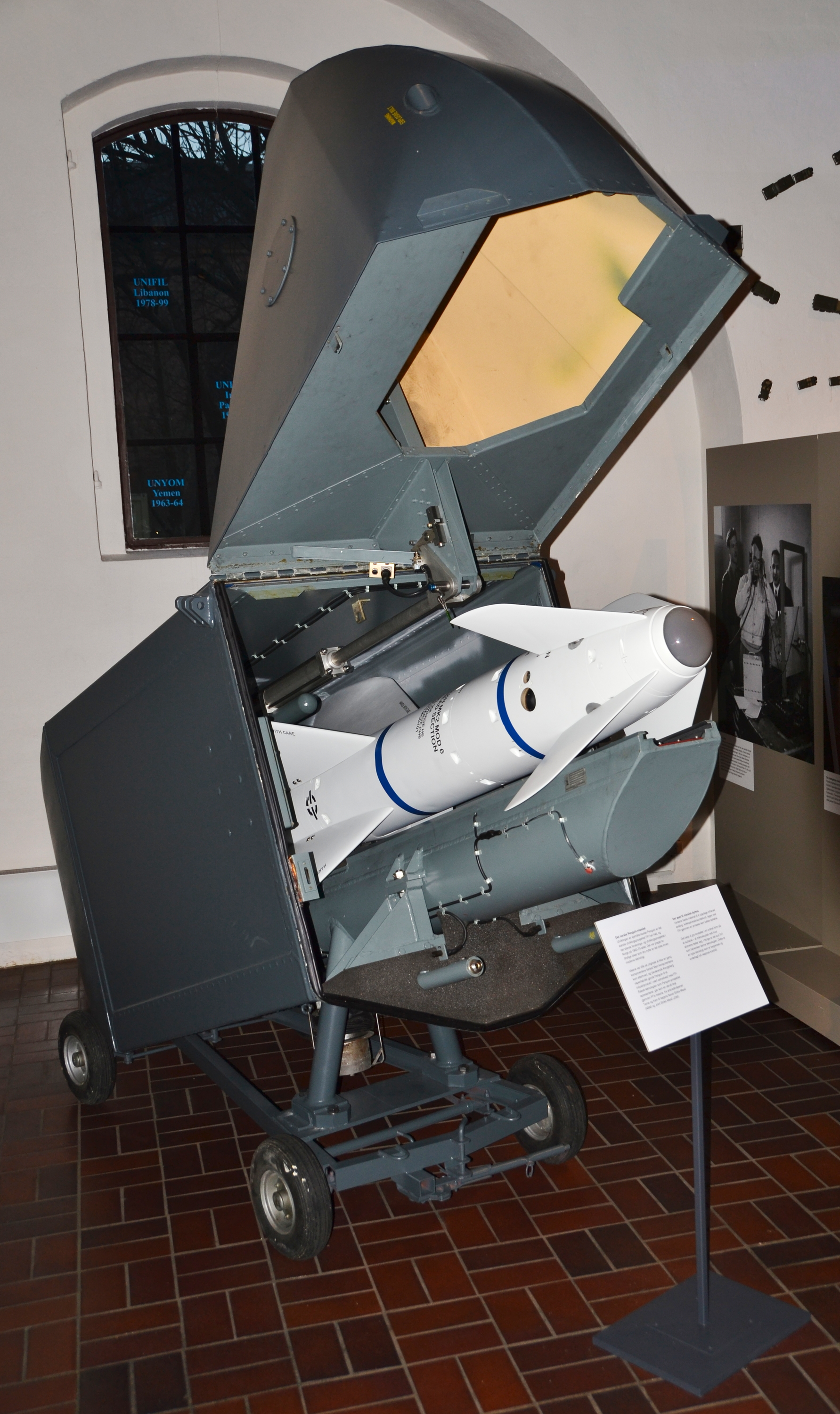
Penguin MK2 mod 6 ВМС Норвегії з пусковим контейнером

У різних версіях Penguin можна запускати з кількох різних збройових платформ:
- Надводні судна: ракетні катери (його початкове застосування), а також великі кораблі
- Винищувач: сертифікований для F-16
- Вертольоти (сертифіковані для таких літаків):
  - Bell 412 СП
  - Kaman SH-2 Seasprite
  - Сікорський SH-60 Seahawk /MH-60 Seahawk
  - Westland Super Lynx

Наступником Penguin від KDA є Naval Strike Missile (NSM), що пропонується з 2007 року. NSM оснащений інфрачервоним пристроєм для оброблення зображень, GPS-навігацією, повітряно-реактивним двигуном (для значно більшої дальності: 185+ км), а також значно більшою продуктивністю обчислень комп'ютера та потужністю цифрового оброблення сигналів.
Ракети Penguin передали Україні в травні 2022 року.

## Оператори

### Поточні
- Бразилія: Придбано для використання у Військово-морських сил Бразилії разом з гелікоптерами S-70B вартістю €33 млн
- Греція: На службі у ВМС Греції (з 1980)
- Нова Зеландія: На службі у ВМС Нової Зеландії придбано у Королівського австралійського військово-морського флоту, включаючи гелікоптери SH-2G Super Seasprite(інші мови), ракети Penguin Mk 2 Mod 7 і симулятор.[5][6]
- Норвегія: На службі у ВМС Норвегії (з 1972) та Королівських повітряних сил Норвегії (з 1989)
- Іспанія: На службі у ВМС Іспанії (з 2003)
- Туреччина: На службі у ВМС Туреччини (з 1972)
- США: На службі у ВМС США як AGM-119 (з 1994)

### Колишній
- Швеція: Перебувала на озброєнні ВМС Швеції з 1980 року, як Robotsystem 12. Знято з експлуатації в 2005 році.

## Тактико-технічні характеристики
| ТТХ                        | Penguin Mk 1.                  | Penguin Mk 3 (AGM-119A)        | Penguin Mk 2 Mod 7 (AGM-119B)     |
| -------------------------- | ------------------------------ | ------------------------------ | --------------------------------- |
| Рік прийняття на озброєння | 1972                           | 1987                           |                                   |
| Носій                      | корабель ТПРК вертоліт         | літак                          | корабель ТПРК вертоліт            |
| Довжина, м                 | 2,95                           | 3,18                           | 2,96                              |
| Размах крила, м            | 1,42                           | 1,00                           | 1,42                              |
| Діаметр, м                 | 0,28                           | 0,28                           | 0,28                              |
| Маса, кг                   | 330                            | 370                            | 365                               |
| Швидкість польоту, число М | 0,7 (840 км/ч)                 | 0,8 (960 км/год при с. у.)     | 0,8 (960 км/год при с. у.)        |
| Дальність запуску, км      | 20                             | > 40                           | 28                                |
| Двигун                     | РДТП                           | РДТП                           | РДТП Mk 44 mod 1                  |
| Бойова частина (маса)      | напівбронебійна MK 19 (113 кг) | напівбронебійна MK 19 (113 кг) | напівбронебійна WDU-39/B (120 кг) |